# Wardensville
Wardensville – miasto w Stanach Zjednoczonych, w stanie Wirginia Zachodnia, w hrabstwie Hardy.